# Вольф, Николай Борисович
Барон Никола́й Бори́сович фон-Вольф (15 февраля 1866 — 23 мая 1940) — управляющий Императорскими заводами в Санкт-Петербурге, член IV Государственной думы от Лифляндской губернии.

## Биография
Родился 15 февраля 1866 года[по какому календарю?]. Происходил из потомственных дворян Лифляндской губернии, в которой имел 900 десятин земли; также был  домовладельцем города Риги.
В 1883 году окончил Рижскую городскую гимназию и поступил в Санкт-Петербургский университет, из которого в 1885 году перешёл в Дерптский университет. Окончил его со степенью кандидата прав в 1889 году и поступил на службу кандидатом на классную должность в Министерстве императорского двора. С 1892 года был регистратором, а с 1893 — помощником делопроизводителя в Кабинете Его Императорского Величества. В 1895 году занял должность бухгалтера, а затем делопроизводителя канцелярии императрицы Александры Федоровны, одновременно исполняя обязанности казначея Комитета попечительства о домах трудолюбия под председательством императрицы.
В 1900—1912 годах состоял управляющим Императорскими заводами в Санкт-Петербурге. Камер-юнкер (1896), действительный статский советник (1908), камергер (1908), в должности гофмейстера (1912).
В 1912 году был избран в члены Государственной думы от Лифляндской губернии съездом землевладельцев. Примыкал к фракции октябристов, после её раскола остался беспартийным. Состоял товарищем председателя финансовой комиссии, председателем библиотечной комиссии, а также членом комиссий: вероисповедной и по направлению законодательных предположений.
Кроме того, состоял ландратом лифляндского дворянства (1912—1914) и почетным мировым судьей по Валкскому уезду (1913—1916). В июне 1915 года участвовал в Конвенте лифляндского дворянства.
Собирал голландскую живопись, с 1907 года состоял почетным членом Общества поощрения художеств. В 1907 году на управляемом им Императорском фарфоровом заводе начал выпуск знаменитой серии статуэток «Народности России».
После Февральской революции исполнял поручения Временного комитета Государственной думы. 10 мая 1917 года был избран членом Особого совещания по вероисповедным вопросам.
После Октябрьской революции эмигрировал в Германию. Служил в Отделении государственных имуществ в Берлине (1919—1924), затем был уполномоченным по ведению дел Банка немецких промышленных облигаций (1925—1930). Состоял членом Немецкого дворянского общества, председателем Балтийского совета старейшин (с 1932), а также председателем Совета лифляндских истинных дворян (1934—1935).
Скончался 23 мая 1940 года в Берлине.

## Благотворительность
Был известен своей благотворительной деятельностью. В частности, был учредителем стипендии для приходящих девиц Школы Петра Георгиевича Ольденбургского. Только в 1907 году супруга (Анна Платоновна фон Вольф) пожертвовала на эту школу 11008 рублей 60 копеек.

## Награды
- Орден Святого Станислава 2-й ст. (1896)
- Орден Святой Анны 2-й ст. (1899)
- Орден Святого Владимира 4-й ст. (1902)

Иностранные:
- гессенский орден Филиппа Великодушного, командорский крест 2-й ст. (1899)
- французский орден Почетного легиона, офицерский крест (1902)
- саксонский орден Альбрехта, командорский крест 2-й ст. (1906)
- бухарский орден Золотой звезды 1-й ст. (1907)

## Семья
В 1897 году женился на Анне Платоновне Зубовой (1875—1946), дочери графа П. А. Зубова. Имел троих детей.